# 2011 w informatyce
Kalendarium informatyczne 2011 roku
- 1 stycznia – Avast Software wydał wersję 5.1 programu avast! Antivirus[1].
- 6 stycznia – Apple uruchomiło Mac App Store[2].
- 24 stycznia – uruchomiono polską wersję portalu Yahoo![3].
- 25 stycznia – wydano pierwszą stabilną wersję LibreOffice[4].
- 26 stycznia – wydano stabilną wersję KDE 4.6[5].
- styczeń – Intel wydał siedem nowych procesorów Core i5[2].
- 1 lutego – IANA rozpoczęła przydzielanie ostatnich wolnych bloków IPv4[6].
- 3 lutego – IANA przydzieliła regionalnym rejestrom internetowym (RIR) ostatnie wolne adresy IPv4[7].
- 3 lutego – wydano 9 wersję przeglądarki Google Chrome[8].
- 6 lutego – wydano wersję 6.0 dystrybucji Debian[9].
- 22 lutego – wydano Android w wersji 3.0[2].
- 23 lutego – AVAST Software wydał wersję 6.0 programu avast! Antivirus[10].
- 14 marca – Microsoft wydał Internet Explorer 9[11].
- 28 kwietnia – wydano wersję 11.04 dystrybucji Ubuntu[12].
- 10 maja – Microsoft ogłosił przejęcie Skype[13]
- 10 maja – wydano Android w wersji 3.1[2].
- 24 maja – wydano 15 wersję dystrybucji Fedora[14].
- 15 czerwca – rozpoczęto sprzedaż pierwszych chromebooków z systemem operacyjnym Chrome OS[2].
- 28 czerwca – Microsoft zaprezentował pakiet biurowy Office 365[2].
- 15 lipca – wydano Android w wersji 3.2[2].
- wrzesień – Netflix wprowadził transmisję wideo online[2].
- 4 października – Apple wydało asystenta głosowego Siri[15].
- 5 października – zmarł Steve Jobs, założyciel firmy Apple[16].
- 8 października – wydano Android w wersji 4.0[2].
- Uruchomiono platformę do nauki języków obcych Duolingo[2].